# Saiha
Saiha è una città dell'India di 19.731 abitanti, capoluogo del distretto di Saiha, nello stato federato del Mizoram. In base al numero di abitanti la città rientra nella classe IV (da 10.000 a 19.999 persone).

## Geografia fisica
La città è situata a 22° 28' 60 N e 92° 58' 0 E e ha un'altitudine di 728 m s.l.m..

## Società

### Evoluzione demografica
Al censimento del 2001 la popolazione di Saiha assommava a 19.731 persone, delle quali 10.175 maschi e 9.556 femmine. I bambini di età inferiore o uguale ai sei anni assommavano a 3.215, dei quali 1.691 maschi e 1.524 femmine. Infine, coloro che erano in grado di saper almeno leggere e scrivere erano 15.544, dei quali 8.154 maschi e 7.390 femmine..